# Grabno
Grabno [pronunciación en polaco: /ˈɡrabnɔ/] es un pueblo en el distrito administrativo de Gmina Sędziejowice, dentro del condado de Łask, Voivodato de Łódź, en el centro de Polonia. Se encuentra a unos 8 kilómetros suroeste de Sędziejowice, 18 kilómetros al suroeste de Łask, y 50 kilómetros suroeste de la capital regional Łódź. Su clima es muy húmedo durante todo el año.